# Diedrich Saalfeld
Diedrich Saalfeld (* 26. September 1927  in Hengsterholz; † 12. Mai 2022) war ein deutscher Agrar- und Wirtschaftshistoriker.

## Leben
Diedrich Saalfeld wurde als Diplom-Landwirt 1953 von dem Göttinger Wirtschaftshistoriker Wilhelm Abel an das Institut für Agrarwesen und Wirtschaftspolitik der Georg-August-Universität Göttingen berufen und 1964 in das neu gegründete Institut für Wirtschafts- und Sozialgeschichte übernommen.
Er promovierte 1957 zum Dr. sc. agr. mit dem Thema Der landwirtschaftliche Betrieb im Raume Südhannover / Braunschweig in der vorindustriellen Zeit. Saalfeld wurde Mitglied des wirtschaftshistorischen Ausschusses der Gesellschaft für Wirtschafts- und Sozialwissenschaften (1968), der Historischen Kommission für Niedersachsen und Bremen (1972) und der Internationalen Vereinigung der Agrarmuseen (1978). Er hielt Lehrveranstaltungen zur Methodik wissenschaftlichen Arbeitens und über Die soziale Schichtung der Bevölkerung ländlicher und städtischer Regionen in der Neuzeit (16.–19. Jh.). 1979 habilitierte er sich mit einer Arbeit zum Thema Der deutsche Getreidehandel im 18. Jahrhundert. 1984 wurde er zum außerordentlichen Professor berufen. Er arbeitete bis zu seiner Pensionierung 1992 als Akademischer Oberrat an der Universität Göttingen. 
Diedrich Saalfeld starb am 12. Mai 2022 im Alter von 94 Jahren. Er hinterließ zwei Kinder und einen Enkel.

## Wirken
Methodisch vertrat Saalfeld als Abelschüler den quantitativen Ansatz einer auf statistischen Daten basierten Wissenschaft. Schwerpunkt seiner wirtschafts- und sozialhistorischen Forschung und Lehre war das vorindustrielle Europa vom Ende des Mittelalters bis zum Beginn des 19. Jahrhunderts, wobei das Verhältnis von Preisen und Löhnen, Arbeitseinsatz und Besitzverhältnissen, Bevölkerungswachstum und Wanderungsbewegungen stets mit Bezug auf die gesellschaftlichen, natürlichen und politischen Bedingungen untersucht wurde. In Bezug auf die Soziale Frage der Armut im ausgehenden 19. Jh. (Pauperismus) ergaben seine Studien, dass die Industrialisierung und Urbanisierung in Europa langfristig zu wachsendem Wohlstand und verbesserten Lebensbedingungen für die Mehrheit aller Bevölkerungsschichten beigetragen hat.

## Veröffentlichungen (Auswahl)
- Bauernwirtschaft  und Gutsbetrieb in der vorindustriellen Zeit.  Fischer Verlag, Stuttgart 1960.
- Die Bedeutung des Getreides für die Haushaltsausgaben städtischer Verbraucher in der zweiten Hälfte des 18. Jahrhunderts, in: Hans-Günther (Hrsg.) (1964), Landwirtschaft und ländliche Gesellschaft in Geschichte und Gegenwart – Festschrift für Wilhelm Abel zum 60. Geburtstag. Schaper Verlag, Hannover, S. 26–38 (Schriftenreihe für ländliche Sozialfragen).
- Die Landwirtschaft Niedersachsens – Ihre sozialen und wirtschaftlichen Wandlungen seit 1945 und ihre Entwicklungstendenzen. Hrsg. Niedersächsische Landeszentrale für politische Bildung. 196 (Schriftenreihe B. H. 9).
- Handwerkereinkommen in Deutschland vom ausgehenden 18. bis Mitte des 19. Jahrhunderts. Ein Beitrag zur Bewertung von Handwerkerlöhnen in der Übergangsperiode zum industriellen Zeitalter. In: Wilhelm Abel und andere (Hrsg.): Handwerkergeschichte in neuer Sicht (= Göttinger handwerkswirtschaftliche Studien. Band 16). Schwartz, Göttingen 1970.
- Einkommensverhältnisse und Lebenshaltungskosten städtischer Populationen in Deutschland in der Übergangsperiode zum Industriezeitalter. In: Ingomar Bog und andere (Hrsg.): Wirtschaftliche und soziale Strukturen im säkularen Wandel. Festschrift für Wilhelm Abel zum 70. Geburtstag. Hannover/Göttingen 1974, S. 417–443.
- Kriterien für eine quantifizierende Darstellung der sozialen Differenzierung einer historischen Gesellschaft – Das Beispiel Göttingen 1760–1860, in: Heinrich Best, Reinhard Mann (Hrsg.): Quantitative Methoden in der historisch – sozialwissenschaftlichen Forschung. Klett, Cotta, Stuttgart 1977, S. 65–87.
- Stellung und Differenzierung der ländlichen Bevölkerung Nordwestdeutschlands in der Ständegesellschaft des 18. Jahrhunderts, in: Ernst Hinrichs, Günter Wiegelmann (Hrsg.): Sozialer und kultureller Wandel in der ländlichen Welt des 18. Jahrhunderts. Wolfenbüttel 1982, S. 229–251.
- Bevölkerungswachstum und Hungerkatastrophen im vorindustriellen Europa, in: Eckart Ehler (Hrsg.): Ernährung und Gesellschaft: Bevölkerungswachstum – agrare Tragfähigkeit der Erde. Wissenschaftliche Verlagsgesellschaft, Stuttgart 1983, S. 55–71.
- Lebensverhältnisse der Unterschichten Deutschlands im Neunzehnten Jahrhundert in: International Review of Social History, Cambridge 1984. Band 29, Nr. 2, S. 215–253.
- Wandlungen der bäuerlichen Konsumgewohnheiten vom Mittelalter zur Neuzeit. In: Irmgard Bitsch, Trude Ehlert, Xenja von Ertzdorff (Hrsg.): Essen und Trinken in Mittelalter und Neuzeit. Vorträge eines interdisziplinären Symposions vom 10.–13. Juni 1987 an der Justus-Liebig-Universität Gießen. Sigmaringen 1987, S. 59–76.